# 888casino
888casino، سابقاً Casino-on-Net، یک کازینو آنلاین است که در سال ۱۹۹۷ تأسیس شده و در جبل‌الطارق مستقر است. این کازینو یکی از قدیمی‌ترین کازینوهای اینترنت است، و در سال ۲۰۱۳ اولین کازینو منحصراً آنلاین شد که مجوز آن را در ایالات متحده دریافت کرد.

## تاریخچه
Casino-on-Net توسط برادران ارون و آوی شیکد به همراه شرکایشان رون و شای بن اسحاق، در سال ۱۹۹۷ تأسیس شد. آرون شیکد ادعا می‌کند که ایده کازینو آنلاین را هنگام شرکت در یک کنفرانس دندان‌پزشکی مونت‌کارلو در مونت کارلو مطرح کرده‌است. در سال ۱۹۹۴ قانون منطقه آزاد تجارت و پردازش در آنتیگوا و باربودا به تصویب رسید و راه را برای توسعه کازینوهای آنلاین قانونی باز کرد. Casino-on-Net در سال ۲۰۱۰ به 888casino تغییر نام داد تا ظاهر و احساس را با سایر برندهای ۸۸۸ متحد کند. تا سال ۲۰۱۵ این سایت در جبل الطارق، نیوجرسی، دانمارک، اسپانیا و تعدادی از کشورها و مناطق دیگر مجوز گرفت و فعالیت می‌کرد.
888casino اسپانسر اسنوکر قهرمانی بزرگسالان جهان در سال ۲۰۱۳ بوده‌است.

### ایالات متحده
در نتیجه اقدام کنگره ایالات متحده در اکتبر ۲۰۰۶، شرکت‌های بازی آنلاین مجبور به حضور در بازار ایالات متحده شدند و در نتیجه این سایت‌ها از بازار ایالات متحده خارج شدند.
در مارس ۲۰۱۳، کمیسیون بازی نوادا به 888casino مجوز به عنوان ارائه‌دهنده خدمات بازی تعاملی اعطا کرد و این شرکت را به اولین شرکتی تبدیل کرد که به‌طور انحصاری قمار آنلاین دارای مجوز از هر حوزه قضایی ایالات متحده است.